# Дедюкин, Михаил Николаевич
Михаи́л Никола́евич Дедю́кин (10 октября 1916 — 29 июля 1982) — советский учёный, организатор высшего образования, директор ПГИ и позже первый ректор (c 1953 по 1982) и основатель ППИ (ПГТУ).

## Биография
- В 1941 г. окончил с отличием Ленинградский горный институт, горный инженер-маркшейдер;
- В годы Великой Отечественной войны служил на Ленинградском фронте начальником военно-восстановительного отряда в системе Управления военно-восстановительных и заградительных работ;
- В 1950 г. окончил аспирантуру Ленинградского горного института;
- В 1951 присвоено ученое звание доцента;
- С 1950 по 1953 гг. работал в Сибирском металлургическом институте в Новокузнецке доцентом и деканом горного факультета;
- В 1953 г. назначен директором Горного института в Перми;
- В 1960 г. назначен ректором Пермского политехнического института;
- В 1968 г. присвоено ученое звание профессора.

Дважды депутат Верховного Совета СССР, делегат XXV съезда КПСС.

## Награды
- орден Октябрьской Революции (18.10.1976)
- 2 ордена Трудового Красного Знамени (...; 15.09.1961)
- девять медалей
- Почётная грамота Президиума Верховного Совета РСФСР
- пять ведомственных знаков

## Исторические справкиАрхивная копияот 4 марта 2016 наWayback Machine
«Приказ по Министерству Культуры СССР N 492-к от 3 августа 1953 г. 
 Содержание: О назначении т. Дедюкина М. Н. исполняющим обязанности директора Пермского горного института. 
 Исполнение обязанностей директора Пермского горного института возложить на заместителя директора по учебной и научной работе Дедюкина Михаила Николаевича. 
 Зам. Министра Культуры СССР С.Кафтанов»
"Во исполнение постановления Совета Министров РСФСР от 2 июля 1960 года N 1000 ПРИКАЗЫВАЮ: 
 1. Объединить до 10 августа 1960 года следующие учебные заведения: Пермский Вечерний машиностроительный институт с Пермским горным институтом, создав на их базе Пермский политехнический институт. 
 2. Руководство объединением институтов, указанных в п.1, возложить на… директоров:… Пермского горного института т. М. Н. Дедюкина…

## Память
В память ученого ежегодно проводится «Мемориал Дедюкина» — массовый забег спортсменов от главного корпуса Пермского технического университета до комплекса студенческого городка ПГТУ за Камой. Ежегодно в мемориале принимают участие сотни любителей бега. Впервые забег был проведен 16 октября 1983 года.
В честь Михаила Николаевича названа улица — Улица Дедюкина.